# Calydon Fossa
La Calydon Fossa è una struttura geologica della superficie di Marte.